# Anropsstyrd trafik
Anropsstyrd trafik, i vissa län benämnd närtrafik eller on-demand, är kollektivtrafik som kör endast på begäran av resenären. Resenären kan oftast ringa eller beställa turen i en app i förväg. Anropsstyrd trafik skiljer sig åt från beställningstrafik eftersom bussarna kör enligt en tidtabell, resenären bestämmer därför vilken avgång i tidtabellen man önskar att åka med.
Exempel:
- Närtrafiken (Storstockholms Lokaltrafik)
- Paxa (Din Tur)
- SkåneFlex (Skånetrafiken)
- T-turer (Västmanlands Lokaltrafik)
- Buss-on-demand (Västtrafik)
- X-linjen (Värmlandstrafik)